# Schulgasse (Freistadt)

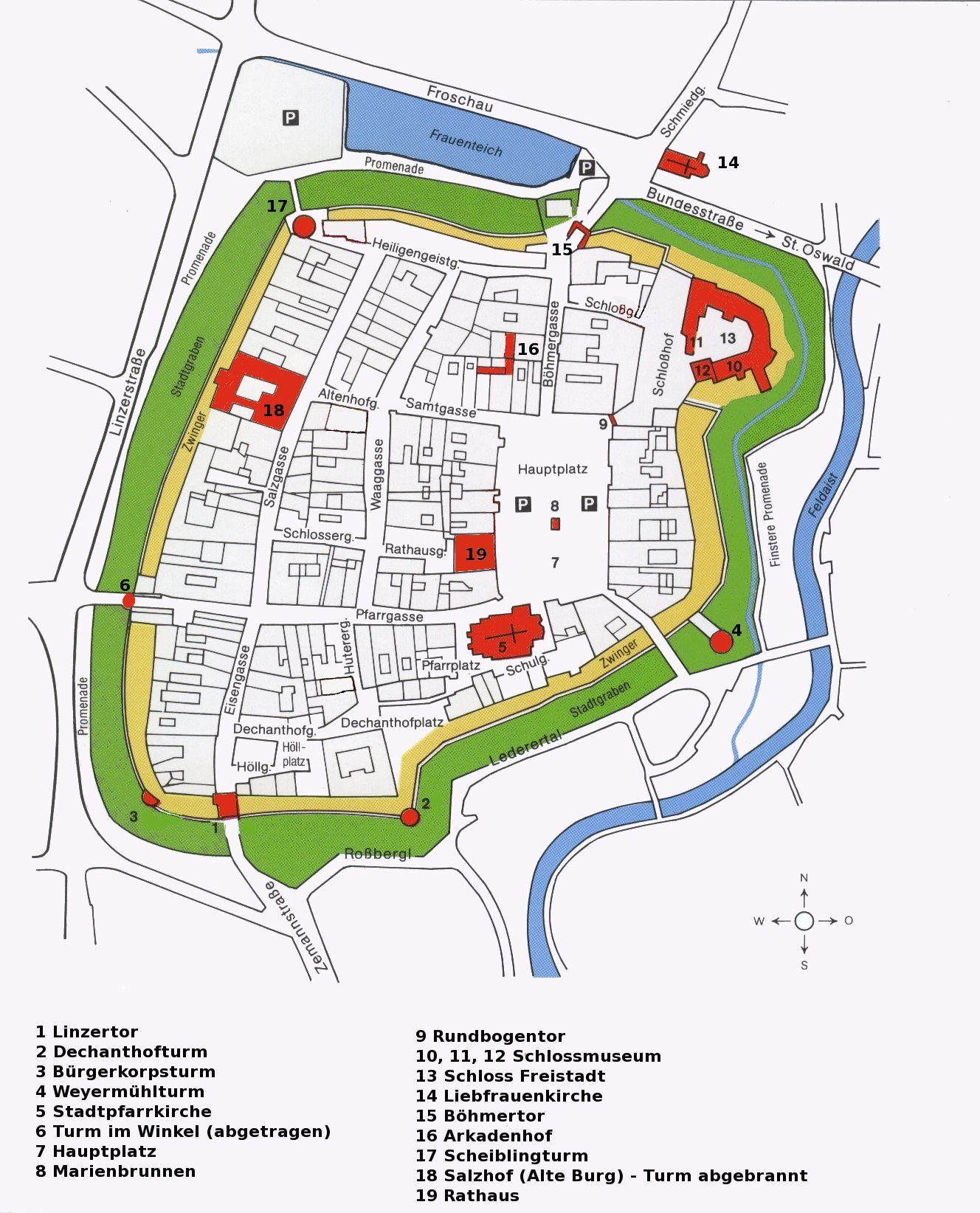
Die Altstadt mit dem Verlauf der Schulgasse und dem Pfarrplatz

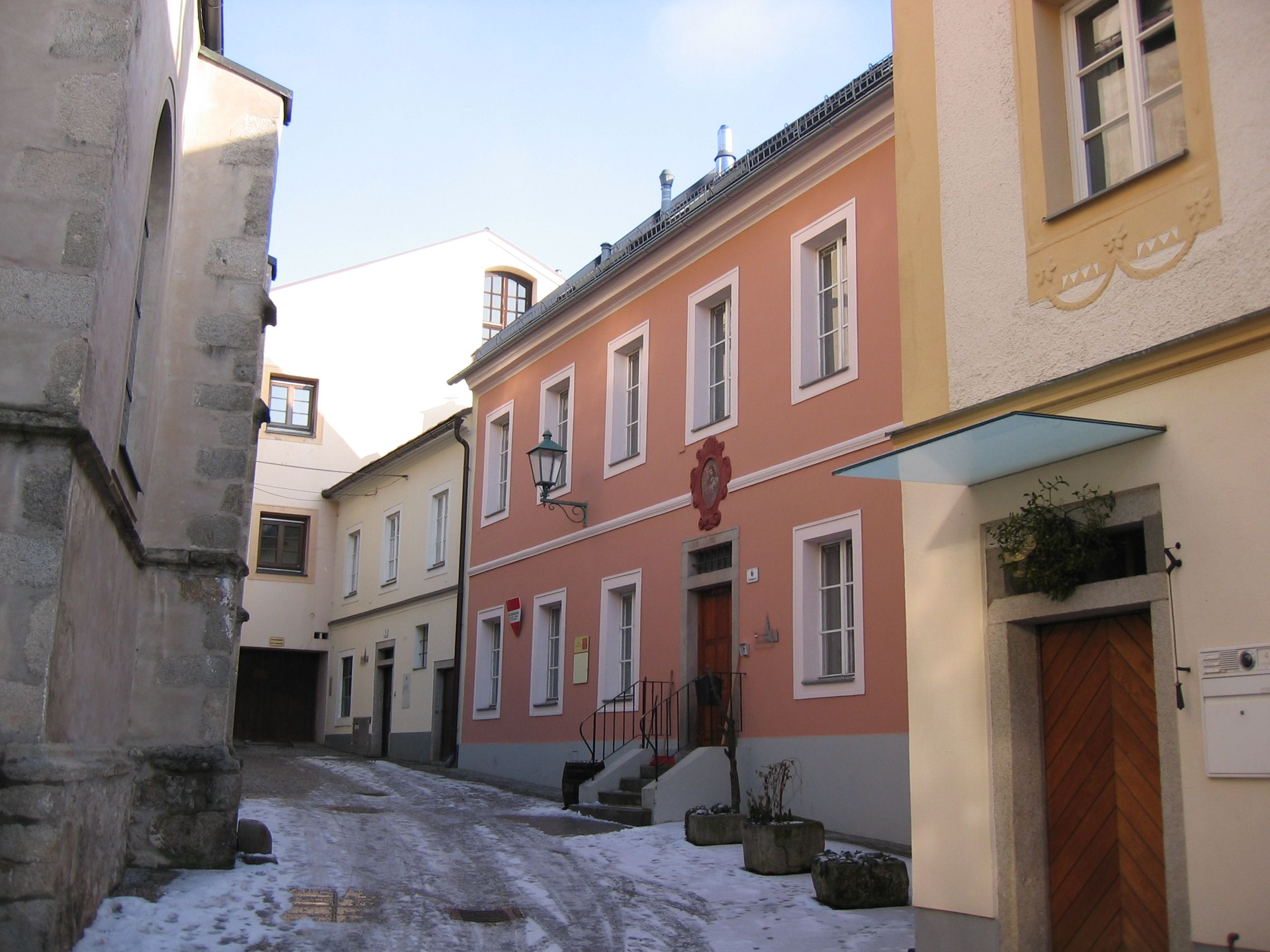
Schulgasse Richtung Nr. 12

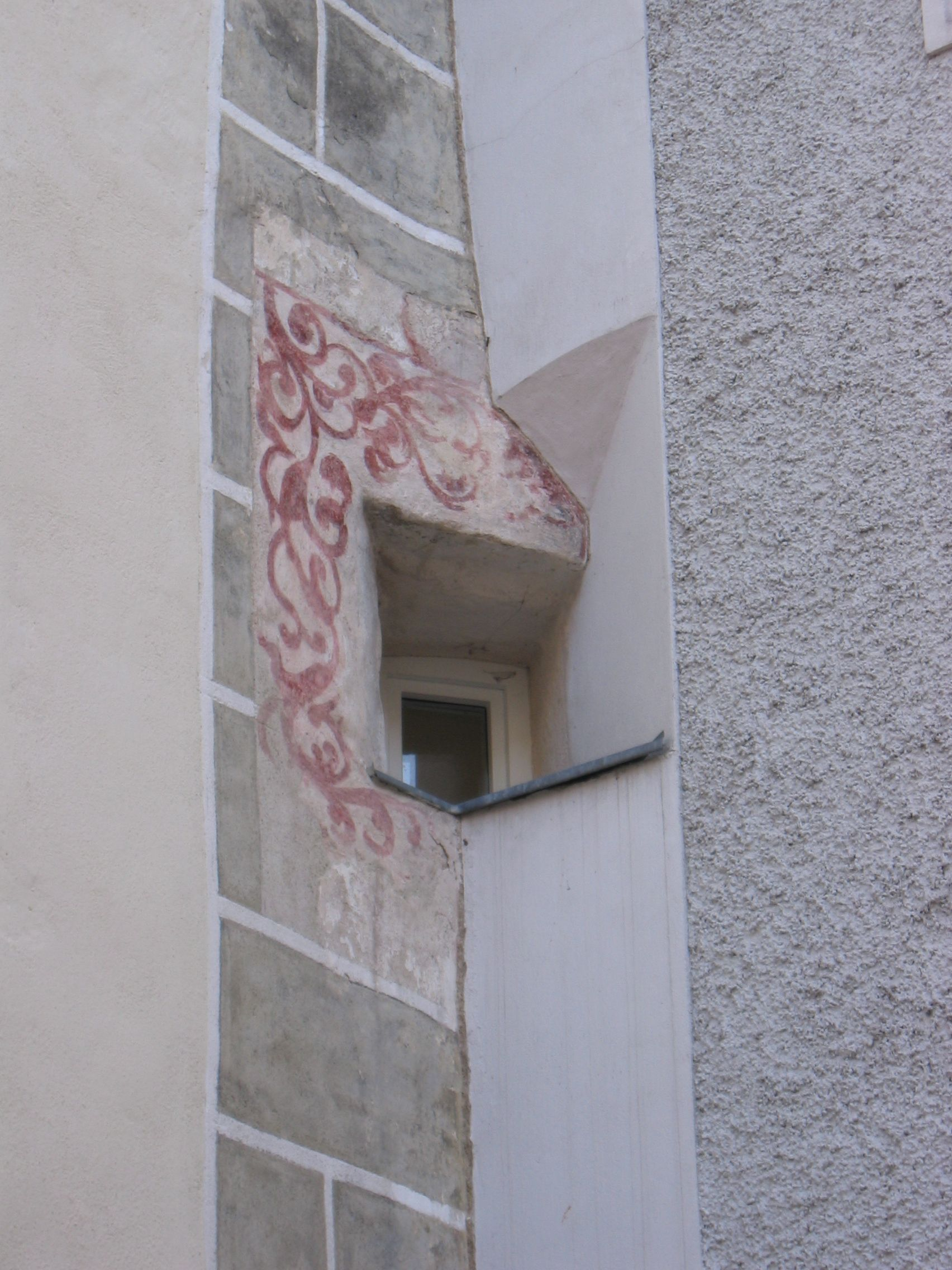
Guckloch zwischen Pfarrplatz 3 und Schulgasse 2

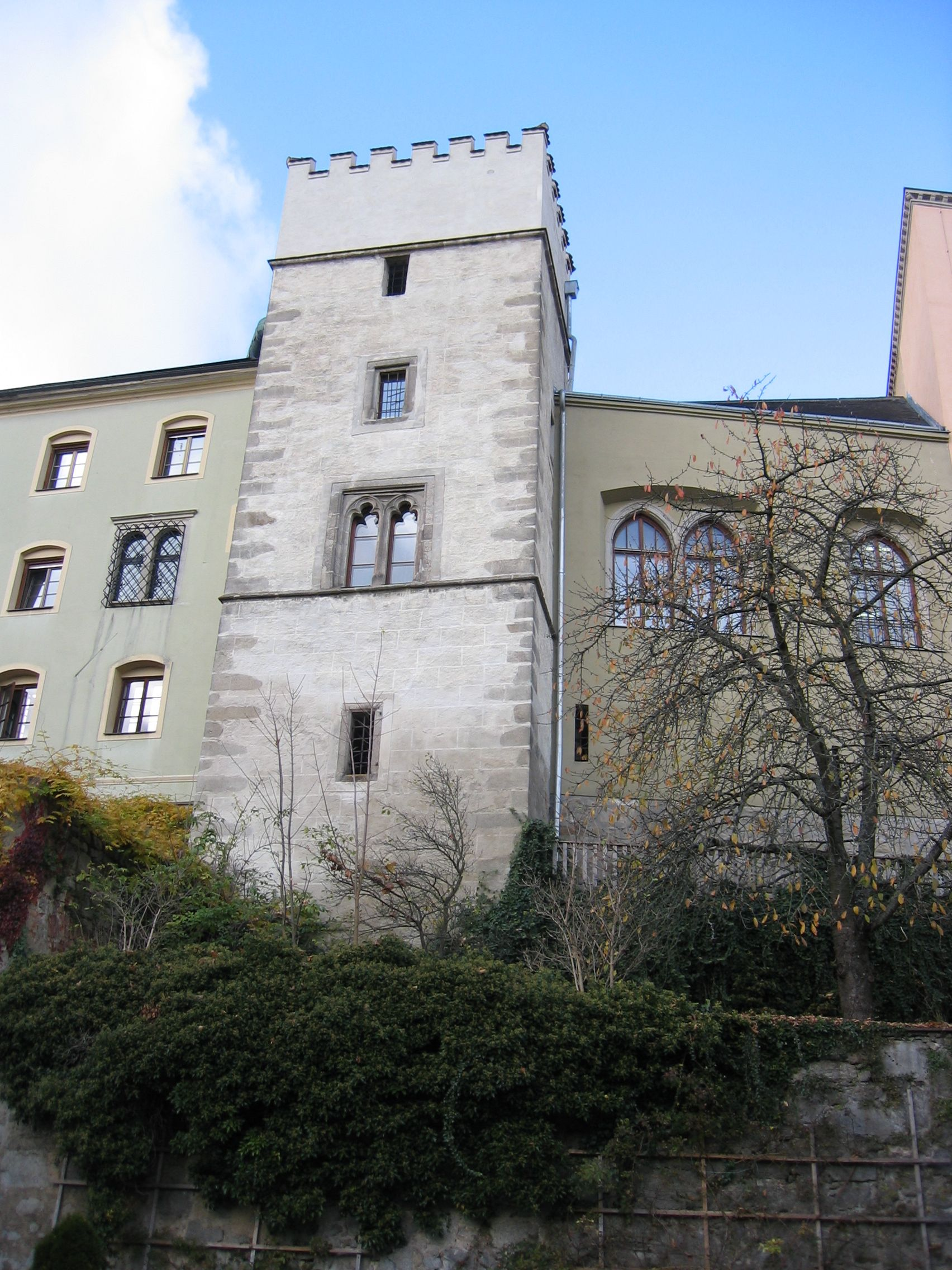
Rathausturm (Nr. 12)

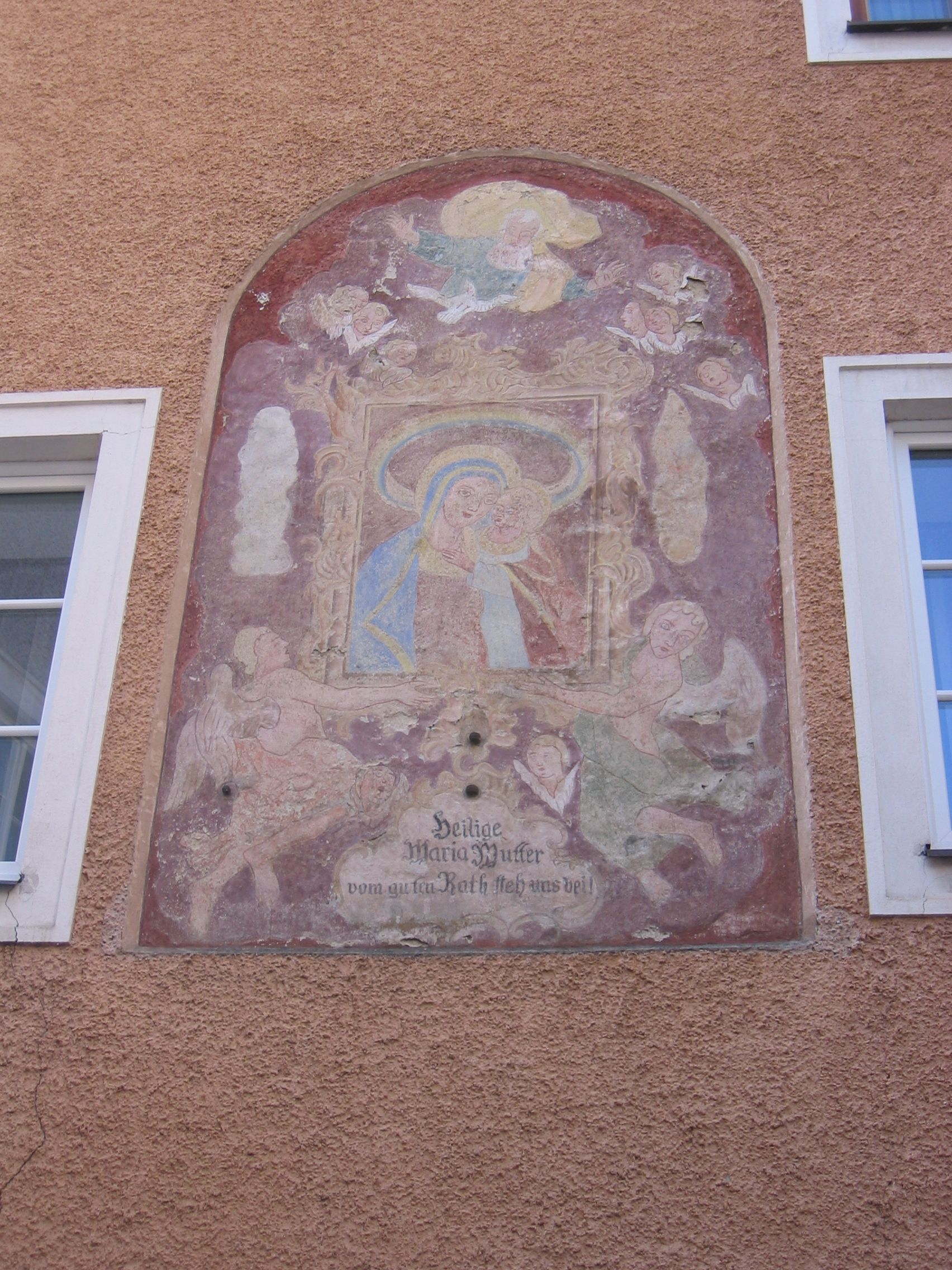
Hausbild Pfarrplatz Nr. 2

Die Schulgasse ist eine rund 50 Meter lange Straße in Freistadt im oberösterreichischen Mühlviertel. Die Gasse wurde bereits bei der Stadtgründung im 13. Jahrhundert angelegt und liegt innerhalb der Stadtmauern der Altstadt. Die Gasse beginnt bei am Pfarrplatz und führt südlich der Stadtpfarrkirche vorbei bis zum ehemaligen Rathaus. Der Pfarrplatz grenzt an die Schulgasse und ist ein kleiner, rechteckiger Platz, der bis zur Pfarrgasse reicht. Der Namensgeber der Gasse und war die erste Schule (Nr. 6) der Stadt, die im 15. Jahrhundert hier bestand. Von 1977 bis 2003 war als letzte Schule in dieser Gasse die Landesmusikschule untergebracht, bevor sie in den Salzhof übersiedelte. Namensgeber des Pfarrplatzes ist die Stadtpfarrkirche, die hier den Haupteingang hat. Zwischen dem Pfarrplatz und dem Dechanthofplatz besteht ein schmaler Gang.
Entlang der heutigen Schulgasse und dem Pfarrplatz stehen nur zehn Häuser und die Stadtpfarrkirche, davon sind neun denkmalgeschützt. Bei den beiden großen Stadtbränden 1507 und 1516 wurden alle Häuser der Stadt vernichtet, so auch in diesem Bereich. Auf Grund der Stadtbrände sind viele alte Dokumente aus der Erbauungszeit der Häuser verloren gegangen.

## Denkmalgeschützte Bauten
Sortiert nach heutigen Hausnummern mit Angabe der ehemaligen Adresse im Mittelalter in Klammer. Diese Gebäude wurden bis 2004 in die Denkmalliste Österreichs aufgenommen.
Schulgasse 2 (Bürgerhaus, früher Stadt Nr. 25)
Ein dreigeschoßiges, spätgotisches Zweiachsenhaus, dass gegenüber dem Haus Pfarrplatz 1 hervorspringt. Die Fassade weist einen geraden Blendmauerschluss und eine gemalte Eckquaderung auf. Es finden sich einige spätgotische Baudetails von Anfang des 16. Jahrhunderts wie Fenstergewände und ein umrahmter Spion. Seit 1941 steht das Gebäude unter Denkmalschutz.
Schulgasse 4 (Bürgerhaus, früher Stadt Nr. 24)
Ein kleiner, spätgotischer Bau mit spätbarocken Umgestaltungen. Die Fassade und ein Rechteckportal mit Oberlichte sind spätbarock. Im Inneren findet sich ein tonnengewölbter Seitenflur mit Treppe.
Schulgasse 6 (Schulhaus, früher Stadt Nr. 22 & 23)
Ein breit gelagerter, zweigeschoßiger Bau der um 1702 neu errichtet wurde. Ursprünglich standen an dieser Stelle zwei Häuser. Der barocke Bau weist ein rechteckiges Mittelportal mit Oberlichte auf. Darüber befindet sich ein Hausbild Guter Hirt. Im Inneren ist das Haus von Umbauten um 1840, 1939 und 1977 geprägt. Der ebenerdige Mittelflur hat ein Platzlgewölbe und ein Kappengewölbe.
Schulgasse 8 (Mesnerhaus, früher Stadt Nr. 21)
Ein spätgotisches, zweigeschoßiges Haus mit barockem Rechteckportal. Im Inneren gibt es Tonnengewölbe aus dem 16. und 19. Jahrhundert. Die Spitzbogenportale sind spätgotisch abgefasst.
Schulgasse 10 (Mesnerhaus und Gefangenhaus, früher Stadt Nr. 20)
Ein Renaissancebau aus der Zeit um 1580. Um 1850 wurde eine komplette Neugestaltung des dreigeschoßigen Hauses vorgenommen. An der stadtgrabenseitigen Front existieren Renaissance-Doppelfenster auf Mittelpfeiler. Im Inneren hat das Erdgeschoß ein Kappengewölbe und das Obergeschoß flache Tonnengewölbe. Seit 1984 steht das Gebäude unter Denkmalschutz.
Schulgasse 12 (Amtsgebäude, früher Stadt Nr. 19)
Ein eingeschoßiger Bau mit Umbauten in der Renaissancezeit. Bemerkenswert ist der zinnenbekrönte, spätgotische Turm, der so genannte Rathaus- oder Pulverturm. Er wurde 1522/23 von Wolfgang Wieschitzberger vollendet. Es besteht ein schmaler Rechteckhof zu Hauptplatz Nr. 22. An der Seite zur Schulgasse ist eine hohe Blendmauer mit spätgotischen Portalen. Im Inneren besteht ein Renaissancegewölbe mit dekorativ gesetzten Graten. Ein Saal weist eine mächtige Riemlingdecke auf einem Rüstbaum auf, die aus dem ersten Drittel des 16. Jahrhunderts stammt. Der Keller hat spätgotische Gewölbe und Türgewände. Der Turm hat spätgotische Stichkappentonnengewölbe, das Gebäude selbst meist Kreuzrippengewölbe. Heute ist das Bezirksgericht Freistadt in den Räumlichkeiten untergebracht.
Pfarrplatz 1 (Bürgerhaus, früher Stadt Nr. 26)
Ein breit gelagertes, dreigeschoßiges Gebäude mit einer hohen Blendmauer das seit 1995 unter Denkmalschutz steht. Im Inneren finden sich meist Tonnengewölbe und vereinzelt zweijochige Kreuzgratgewölbe. Die Platzstube verfügt über eine verkleidete Tramdecke über Rüstbäumen. Im Keller finden sich spätgotische Portalgewände.
Pfarrplatz 2 (Bürgerhaus, früher Stadt Nr. 27)
Ein Neubau aus dem zweiten Drittel des 16. Jahrhunderts mit barocken Umgestaltungen (2. Hälfte 18. Jahrhundert). Es ist ein schmales Eckhaus in der Verbindungsgasse zwischen dem Pfarrplatz und dem Dechanthofplatz. Die Hauptfront ist eine hohe Blendmauer mit Kragsturzportal und seitlichem Volutendekor. Ein barockes Hausbild zeigt Maria vom Guten Rat. Im Inneren finden sich meist Tonnengewölbe und zum Teil eine spätbarocke Ausstattung aus der zweiten Hälfte des 18. Jahrhunderts. Im Obergeschoß existiert sich eine barock verputzte Tramdecke auf Rüstbäumen. Seit 2000 steht das Gebäude unter Denkmalschutz.
Eckhaus Pfarrplatz 4/Pfarrgasse 1 (Bürgerhaus, früher Stadt Nr. 29)
Ein markantes Eckhaus mit hoher Blendmauer und annähernd quadratischem Grundriss das seit 1940 unter Denkmalschutz steht. Bei diesem Gebäude wurden in der Renaissancezeit zwei Einzelhäuser miteinander verbunden. Bemerkenswert ist ein rundbogiges Renaissanceportal in manierierter Rustikarahmung aus der Zeit um 1580. Die Obergeschoßfassade ist spätbarock. Eine Figurennische an der Fassade zeigt den Hl. Sebastian. Im Inneren finden sich meist Kreuzgratgewölbe und Stichkappentonnengewölbe.

## Denkmalwürdige Bauten

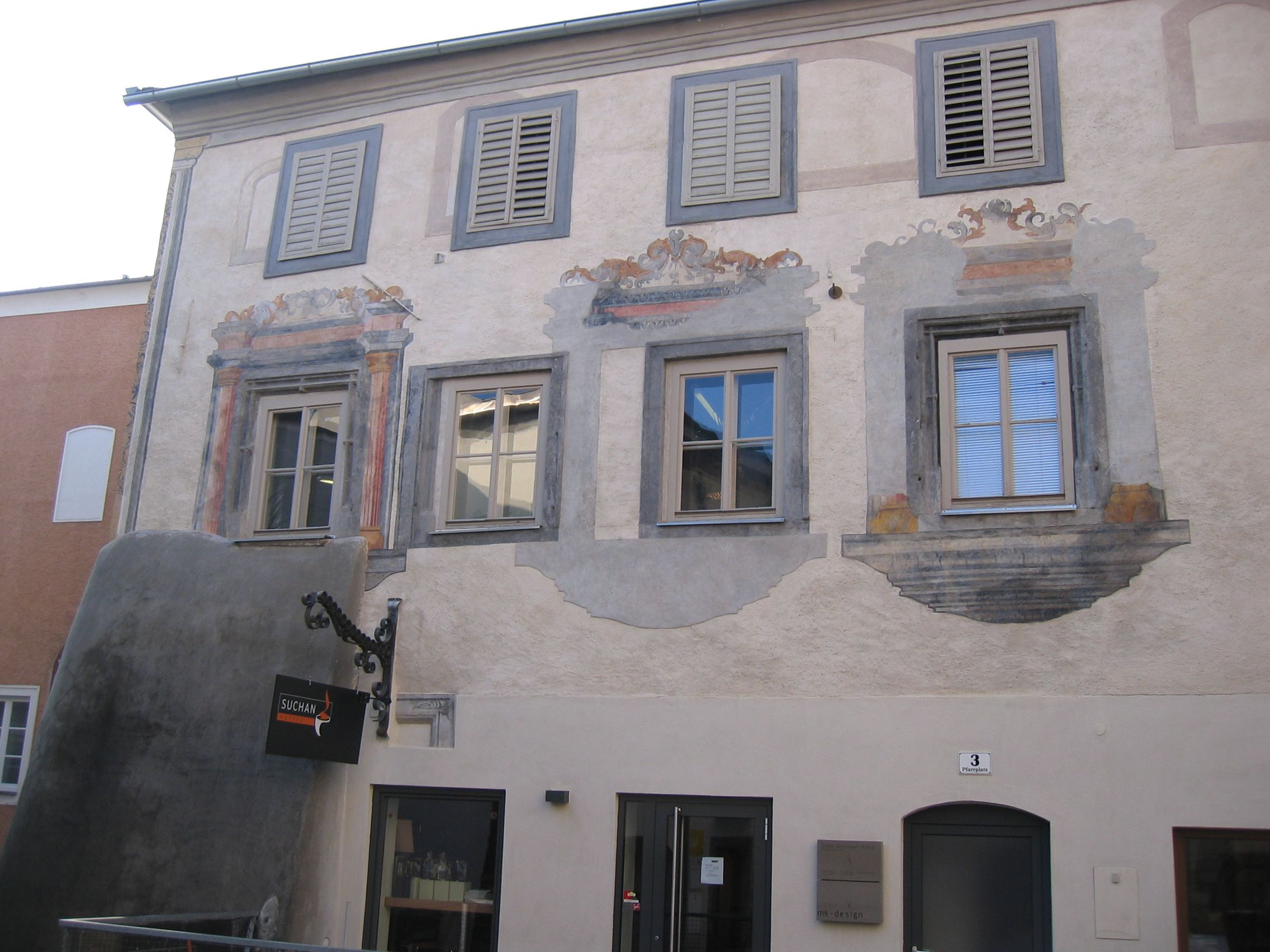
Haus Pfarrplatz Nr. 3

Diese Gebäude standen bis 2004 noch nicht unter Denkmalschutz, erfüllen jedoch die Bedingungen (Alter, Erhaltungswert) zur unter Schutz Stellung.
Pfarrplatz 3 (Bürgerhaus, früher Stadt Nr. 28)
Das Gebäude hat einen spätmittelalterlichen Kern um einen kleinen Innenhof. Das Haupthaus ist zweigeschoßig und das Dachgeschoß zeigt sich an der Fassade als Vollgeschoß. Im Erdgeschoß befindet sich ein spätgotischer Einpfeilerraum mit Kreuzgratgewölbe und abgefasstem Mittelpfeiler. Im ersten Stock hat die Platzstube eine Riemlingdecke auf Rüstbäumen, die zum Teil spätgotisch ist. Der Hof besitzt Arkadengänge, die an zwei Seiten im 19. und 20. Jahrhundert verbaut wurden.